# Pierre-Yves Gerbeau
Pierre-Yves Gerbeau, né le 16 octobre 1965, est un joueur professionnel de hockey sur glace et homme d'affaires français, président de la fédération française de hockey sur glace depuis octobre 2021. 

## Biographie
Il est né le 16 octobre 1965 dans une famille parisienne aisée, ses parents dirigeant une entreprise fournissant du matériel de bureau. En plus d'une maison dans le 12e arrondissement de Paris, ils possèdent également une résidence secondaire dans la forêt de Fontainebleau.

### Carrière sportive
Il commence sa carrière professionnelle en 1984, jouant pour les équipes de Grenoble, Megève, Viry, du Mont-Blanc, de Bordeaux et Tours. Il se qualifie également en équipe de France en 1985-1986 et 1988-1989. Il joue quelques matchs en ligue de hockey junior majeur du Québec avec les Pioneers de Plattsburgh, mais doit rentrer en France après la faillite de l'équipe,.
Il est contraint d'arrêter sa carrière en 1989, à seulement 25 ans, en raison d'une grave blessure à la cheville. Alors que sa vie professionnelle l'emmène au Royaume-Uni, il rechausse les patins pour une pratique loisirs. Dans les années 2020, Gerbeau joue au roller in line hockey pour l'équipe des Snipers de South London .
Le 30 septembre 2021, Pierre-Yves Gerbeau est élu président de la fédération française de hockey sur glace après avoir occupé le poste de vice-président au côté de Luc Tardif depuis 2012,,. Son mandat s'étend uniquement jusqu'à juin 2022, date à laquelle Tardif aurait dû terminer le sien avant que son parcours ne l'emmène vers la présidence de la fédération internationale. À la tête de la seule liste candidate au comité directeur, il est réélu en juin 2022 pour un mandat de quatre ans,.

### Carrière dans le monde des affaires
À la fin de sa carrière de joueur, il se tourne vers le monde de l'entreprise, tout d'abord chez TPS Conseil (société de conseil en management) puis en 1991 chez Euro Disney. Il grimpe rapidement les échelons afin d'occuper en 1997 le poste de vice-président des opérations et attractions du parc. Ses responsabilités incluent la billetterie, la maintenance et la sécurité des installations et l'organisation des files d'attente. Il quitte l'entreprise pour obtenir un diplôme en gestion d'entreprise à Sciences Po. 
Le 5 février 2000, Gerbeau est nommé à la tête de l'entreprise New Millennium Experience, chargée de l'exploitation du Dôme du Millénaire de Londres. Sa nomination suit le limogeage de Jennifer Page, responsable d'une inauguration ratée et de fréquentations très mauvaises en janvier 2000. Gerbeau doit renverser la vapeur face à une attraction qui rencontre des problèmes financiers majeurs et une impopularité croissante auprès des londoniens. Aux commandes, il devient connu pour son enthousiasme et sa personnalité, lui procurant le surnom de The Gerbil par la presse britannique,. Après la fermeture du Dôme fin 2000, il devient directeur général de X-Leisure, société chargée du plus grand groupe immobilier de loisirs du Royaume-Uni,.
Le 27 juin 2019, Gerbeau est nommé chef de la direction de London Resort Company Holdings, possédant le parc à thèmes London Resort.

### Vie privée
Il est marié à Kate Gerbeau (née Sanderson), une présentatrice de télévision britannique avec qui il a eu une fille. Il a également une fille prénommée Clémence d'une précédente relation.